# Strands
Strands er en landsby på Djursland, beliggende på Mols ved Begtrup Vig med Helgenæs mod øst og Mols Hoved mod vest. Landsbyen ligger i Syddjurs Kommune og tilhører Region Midtjylland.
Fra Strands er der få kilometer til Knebel, Fuglsø og Mols Bjerge mod nord.
Sandstranden ved landsbyen er lavvandet og bruges ofte af badegæster om sommeren.
Udover de faste indbyggere er der en del sommerhuse. Området øst for vejen i retning mod stranden rummer foruden sandstrand, også en strandeng og en relativt høj skrænt, hvorfra de forreste sommerhuse har direkte udsigt over Begtrup Vig.
Der er ingen faste forretninger tilbage i Strands, efter den lokale bager lukkede.